# تشارلز دوك

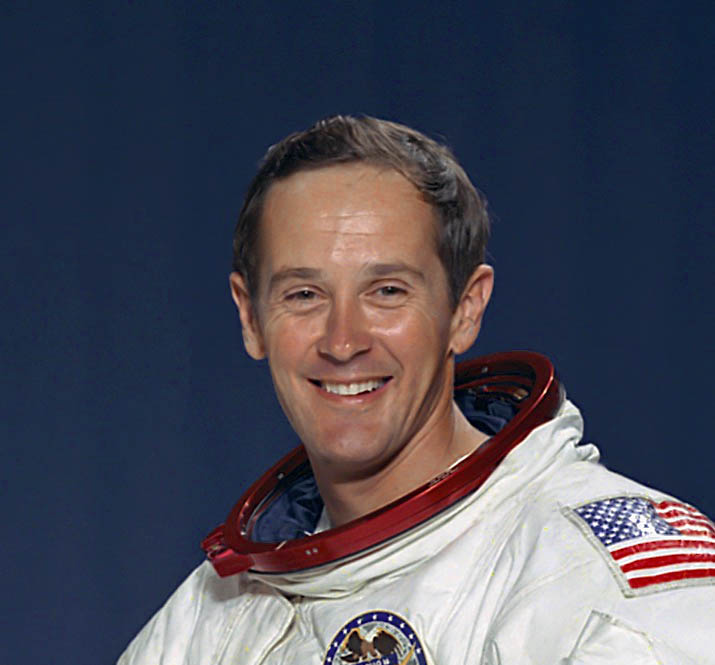

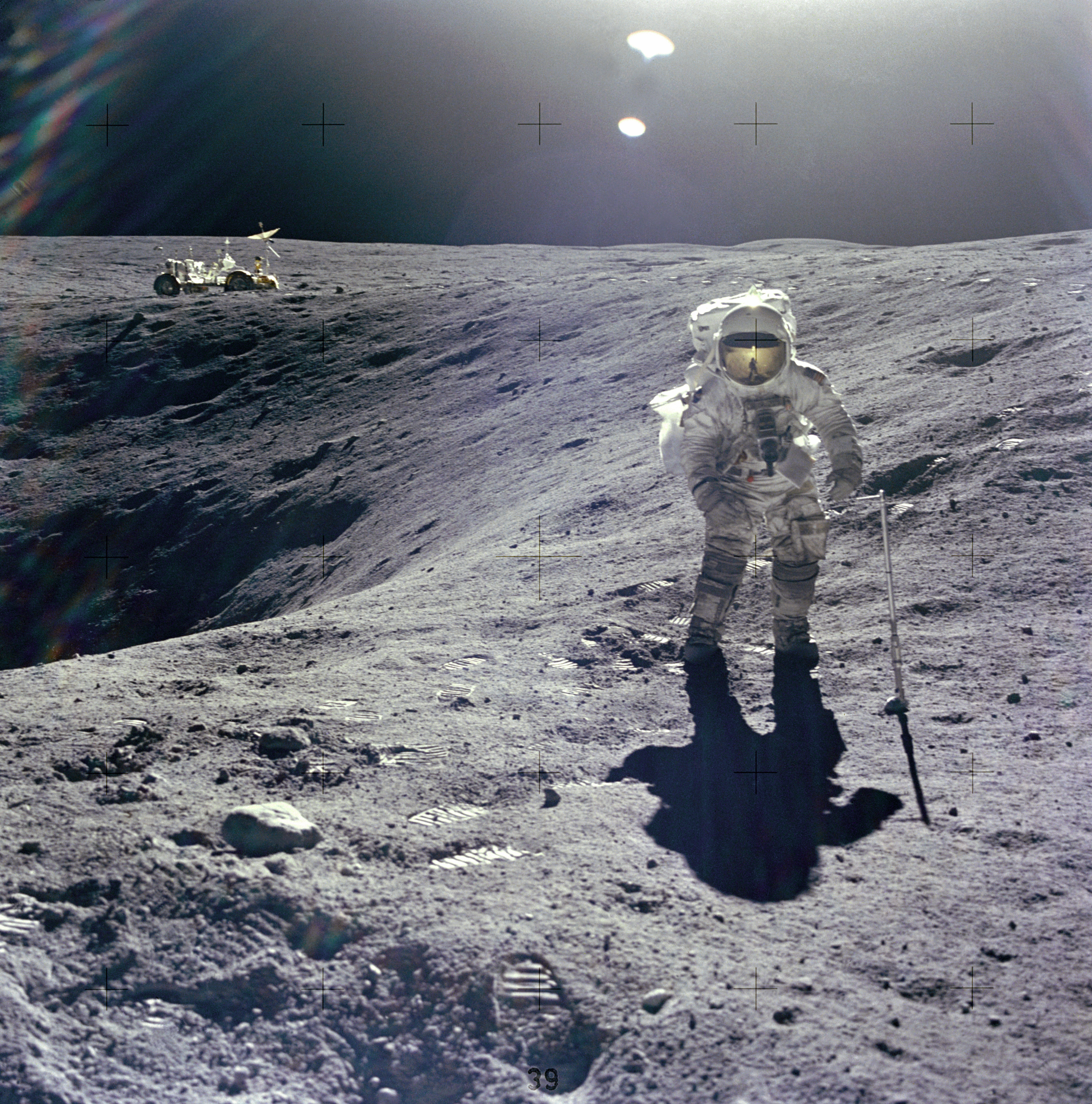
تشارلز دوك على القمر 21 أبريل 1972 وتظهر خلفه العربة القمرية (صورة التقطها جون يونغ).

تشالز دوك (بالإنجليزية: Charlie Duke) هو أحد رواد الفضاء الأمريكيين. ولد تشالز دوك في 3 أكتوبر 1935 في شارلوت ب كارولينا الشمالية . وهو الإنسان العاشر الذي وطأت أقدامه سطح القمر حيث شارك زميليه جون يونغ وكين ماتينجلي في بعثة أبولو 16. قام على القمر بجمع عينات من تربة وصخور القمر ، وعادوا بكمية من الصخور والعينات تزن (على الأرض) 94 كيلوجرام من ضمنها أكبر صخرة يجلبها رواد الفضاء معهم من القمر وزنها 11 كيلوجرام . قام مع زميله حصول على قياسات عليه ، تصل نتائجها الأرض آليا . كما سجل أكبر سرعة تحققها عربة قمرية Lunar Rover تسير على سطح القمر وهي 11 كيلومتر / ساعة.
تخرج عام 1957 من الأكاديمية البحرية الأمريكية، وانضم إلى القوات الجوية الأمريكية. أكمل تدريبًا متقدمًا على الطيران على متن طائرة إف 86 سابر في قاعدة مودي الجوية في جورجيا، حيث تخرج بدرجة الامتياز. بعد الانتهاء من هذا التدريب، خدم ديوك لمدة ثلاث سنوات كطيار مقاتل مع السرب المقاتل المعترض رقم 526 في قاعدة رامشتاين الجوية في ألمانيا الغربية. بعد تخرجه من مدرسة الفضاء الجوي البحثية للطيارة في سبتمبر 1965، عمل هناك كمدرس لأنظمة التحكم والطيران على متن طائرة إف 101 فودو وإف 104 ستارفايتر وتي 33 شوتنغ ستار.
في أبريل 1966، اختير ديوك بالإضافة إلى ثمانية عشر رجلًا للانضمام إلى مجموعة الخامسة من رواد الفضاء التابعة لناسا. في عام 1969، كان عضوًا في طاقم دعم رواد الفضاء خلال مهمة أبولو 10. وعمل كمسؤول عن الاتصال مع الكبسولة الفضائية (كابكوم) خلال مهمة أبولو 11، التي تضمنت أول هبوط مأهول على سطح القمر. أصبحت لكنته الجنوبية المميزة مألوفةً للمشاهدين في جميع أنحاء العالم، إذ ظهر على صوته القلق أثناء الهبوط الطويل الذي استنفد تقريبًا كل وقود الوحدة القمرية لمركبة إيغل. كانت كلمات ديوك الأولى لطاقم أبولو 11 على سطح القمر مرتبكة، "روجر، توانك ... ترانكويليتي، نؤكد سماعكم على الأرض. لدينا مجموعة من الرجال على وشك التحول إلى اللون الأزرق. نستطيع الآن التنفس مرةً أخرى. شكرًا جزيلا!"
كان ديوك طيارًا احتياطيًا للوحدة القمرية في مهمة أبولو 13. قبل المهمة بفترة وجيزة، أصيب بالحصبة الألمانية بالعدوى من طفل أحد أصدقائه وعرّض الطاقم الرئيسي للمرض عن غير قصد. نظرًا لأن كين ماتينجلي لم يكن لديه مناعة طبيعية ضد المرض، فقد استُبدل بجاك سويجرت كطيار لوحدة القيادة. أُعيد تعيين ماتينجلي كطيار وحدة قيادة في رحلة ديوك، أبولو 16. في هذه المهمة، هبط ديوك وجون يونغ في مرتفعات ديكارت القمرية، وقاما بثلاثة أنشطة خارج المركبة (إي في إيه). عمل أيضًا كطيار احتياطي للوحدة القمرية الخاصة بأبولو 17. تقاعد ديوك من وكالة ناسا في 1 يناير 1976.

## بداية حياته وتعليمه

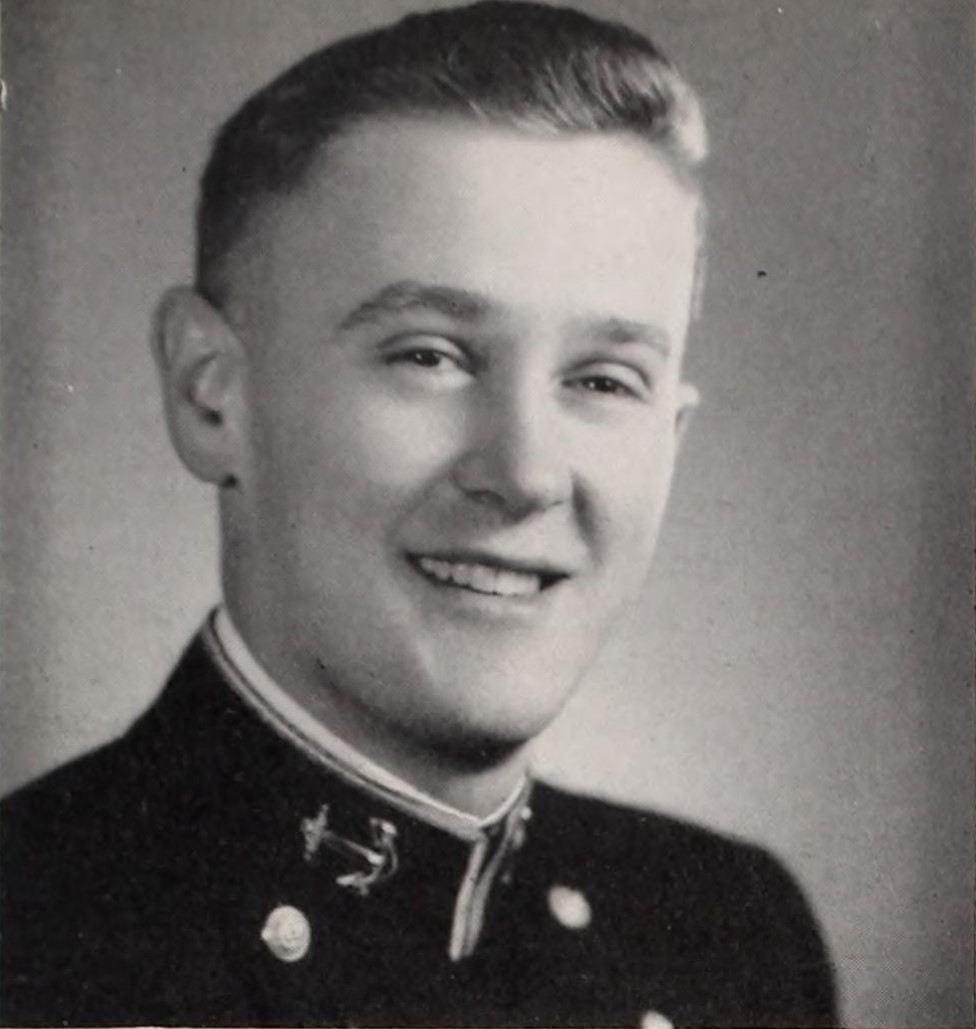
تشارلز موس ديوك جونيور كطالب في الأكاديمية البحرية الأمريكية ، 1957

ولد تشارلز موس ديوك جونيور في شارلوت في ولاية نورث كارولينا، في 3 أكتوبر 1935، وهو ابن تشارلز موس ديوك، عامل في قطاع تأمين، وزوجته ويلي كاثرين، التي عملت كمشتري لشركة بيست آند كو. وُلد أخوه التوأم ويليام ووترز (بيل) بعد ست دقائق من ولادته. تعود أسلاف والدته إلى العقيد فيليمون بيري ووترز، الذي قاتل في الحرب الثورية الأمريكية.
بعد الهجوم الياباني على ميناء بيرل هاربور في 7 ديسمبر 1941، دخلت الولايات المتحدة الحرب العالمية الثانية، وتطوع والده للانضمام إلى البحرية، وعُين للخدمة في جزيرة المحطة الجوية البحرية الشمالية في كاليفورنيا. انتقلت العائلة إلى كاليفورنيا للانضمام إليه، ولكنه نُقل بعد عام إلى جنوب المحيط الهادئ، واصطحبت زوجته ويلي الأولاد إلى جونستون، ساوث كارولينا، حيث تعيش والدتها. عاد والده من جنوب المحيط الهادئ في عام 1944، وتمركز في محطة دايتونا بيتش الجوية التابعة للبحرية، وبالتالي انتقلت العائلة إلى هناك. في عام 1946، بعد انتهاء الحرب، استقرت العائلة في لانكستر في ولاية ساوث كارولينا، حيث عمل والده كبائع في مجال التأمين، وأصبحت والدته تدير متجرًا للملابس. وُلدت أخت إليزابيث (بيتسي) عام 1949.
عندما كان طفلًا، صنع ديوك وشقيقه بيل نموذجًا لطائرة. منع مرض خلقي شقيقه من المشاركة في الرياضات الشاقة، وألهمه في النهاية لممارسة مهنة الطب، لكن الجولف كانت رياضة استمتعا بها معًا. كان ديوك نشيطًا في الكشافة الأمريكية وحصل على أعلى رتبة فيها، النسر الكشفية، في عام 1946. التحق ديوك بمدرسة لانكستر الثانوية وقرر ممارسة مهنة عسكرية. بما أن والده خدم في البحرية، فقد أراد الالتحاق بالأكاديمية البحرية الأمريكية في أنابوليس في ولاية ماريلاند.
كخطوة أولى لتحقيق طموحه، قابل ديوك عضو الكونجرس المحلي، جيمس بي. ريتشاردز، الذي عاش في لانكستر. عبّر ريتشاردز عن سعادته بترشيحه باعتباره صبيًا محليًا. نصح ريتشاردز ديوك بالتركيز على اجتياز امتحان القبول، وأوصاه بالالتحاق بمدرسة إعدادية عسكرية. قبل ديوك ووالديه هذه النصيحة، واختاروا أكاديمية الأدميرال فراجوت في سانت بطرسبرغ، فلوريدا، ليلتحق بها في آخر سنتين دراسيتين له. تقدم ديوك لامتحان أنابوليس في منتصف سنته الأخيرة، وبعد فترة وجيزة تلقى رسالة مفادها أنه اجتاز الاختبار، وقُبل في دفعة عام 1957. نشرت صحيفة لانكستر نيوز صورته على الصفحة الأولى مع إعلان قبوله. تخرج متفوقًا من فراجوت ورئيسًا للدفعة عام 1953.
دخل ديوك الأكاديمية البحرية في يونيو 1953. لم يكن رياضيًا، لكنه لعب الجولف ضمن فريق الأكاديمية. خلال رحلة بحرية صيفية لمدة شهرين إلى أوروبا على متن حاملة الطائرات المرافقة يو إس إس سيبوني، عانى من دوار البحر، وبدأ بالتشكيك في قراره بالانضمام إلى البحرية. من ناحية أخرى، استمتع كثيرًا برحلة التعريف على متن طائرة إن 3 إن المائية، وبدأ يفكر في مهنة في مجال الطيران. كانت أكاديمية القوات الجوية الأمريكية قد أُنشِئت للتو ولم تخرج دفعتها الأولى حتى عام 1959، لذلك سُمح لربع دفعة أنابوليس بالتطوع في القوات الجوية للولايات المتحدة. في الواقع، تطوع أكثر من ربع تلاميذ دفعة 1957، وقد اختيرت الأسماء عشوائيًا من داخل قبعة. خلال فحصه البدني، صُدم ديوك بمعرفة أنه يعاني من لابؤرية طفيفة في عينه اليمنى، ما حال دون أن يصبح طيارًا بحريًا، لكن سلاح الجو سمح له بالانضمام. حصل على درجة البكالوريوس في العلوم البحرية في يونيو 1957، وكُلف برتبة ملازم ثانٍ في القوات الجوية.

## عمله في القوات الجوية
في يوليو 1957، انتقل ديوك، إلى جانب خريجي أنابوليس وويست بوينت الآخرين الذين اختاروا القوة الجوية، إلى قاعدة ماكسويل الجوية في مونتغمري، ألاباما، لمدة أسبوعين. ثم أُرسِل إلى قاعدة سبينس الجوية في مولتري، جورجيا، لإكمال تدريب الطيران الأساسي. تضمنت الأشهر الثلاثة الأولى فصولًا دراسية وتدريبًا على طائرة تي 34 مينتور وطائرة تي 28 تورجان المدفوعتان بمروحة خلال الأشهر الثلاثة التالية. في مرحلة تدريبه التالية، انتقل إلى قاعدة ويب للقوات الجوية في بيج سبرينغ، تكساس، في مارس 1958، للتدريب على طائرة تي 33 شوتنغ ستار النفاثة. تخرج ضمن الأوائل على دفعته، وحصل على أوسمة القوات الجوية المجنحة وشهادة تفوق ما منحه حرية اختيار مهامه. اختار أن يصبح طيارًا مقاتلًا. أكمل تدريبًا متقدمًا لمدة ستة أشهر على طائرة إف 86 سابر في قاعدة مودي الجوية في فالدوستا، جورجيا، حيث تخرج متفوقًا.
مرة أخرى، اختار ديوك مهامه، وانضم إلى السرب المقاتل المعترض رقم 526 في قاعدة رامشتاين الجوية في ألمانيا الغربية. كان هذا في ذروة الحرب الباردة واشتداد التوتر، خاصةً خلال أزمة برلين عام 1961. اختار ديوك هذه المهمة على وجه التحديد لأنها كانت على الخطوط الأمامية. كانت أربع طائرات اعتراضية تابعة للسرب من طراز إف 86 (ولاحقًا إف 102 دلتا داغر) في حالة تأهب دائمة، وعلى استعداد لمواجهة واعتراض الطائرات التي تعبر الحدود من ألمانيا الشرقية.
مع انتهاء فترة خدمته في أوروبا التي دامت ثلاث سنوات، تيقن ديوك أن أفضل خيار مهني له هو تعزيز تعليمه، وهو أمر كانت تشجعه القوات الجوية الأمريكية. تقدم بطلب لدراسة هندسة الطيران في جامعة ولاية كارولينا الشمالية، لكن هذا الخيار لم يكن متاحًا. وبدلًا من ذلك، عُرض عليه مقعد في معهد ماساتشوستس للتكنولوجيا (إم آي تي) للحصول على درجة الماجستير في علوم الطيران والملاحة الفضائية. التحق ديوك بمعهد ماساتشوستس للتكنولوجيا في يونيو 1962. 
في بوسطن، التقى ديوك دوتي ميد كليبورن، خريجة كلية هولينز وجامعة نورث كارولينا، والتي كانت قد عادت مؤخرًا من رحلة صيفية إلى أوروبا. أصبحا خطيبين في يوم عيد الميلاد عام 1962، وتزوجا في 1 يونيو 1963. ذهبا إلى جامايكا لقضاء شهر العسل، لكنهما أصيبا بتسمم غذائي.
بينما كان يواعد دوتي، تراجعت درجات ديوك الدراسية، ووُضع تحت فترة اختبار دراسية، لكن القوات الجوية الأمريكية سمحت له بالتسجيل لفصل دراسي آخر. لإكمال أطروحته العلمية، تعاون ديوك مع زميله مايك جونز، لإجراء تحليل إحصائي لأنظمة توجيه مشروع أبولو. كجزء من هذه الدراسة، قابلا رائد الفضاء تشارلز باسيت. أكسبهم عملهم درجة أ، ما رفع متوسط ديوك إلى مستوى ب المطلوب، وحصل على درجة الماجستير في العلوم في مايو 1964. 
بعد ذلك، تقدم ديوك للالتحاق بمدرسة الفضاء الجوي البحثية للطيارة (إيه آر بّي إس) التابعة للقوات الجوية الأمريكية، على الرغم من أنه شعر أن فرصة قبوله كانت ضئيلة نظرًا لأنه بالكاد استوفى الحد الأدنى من المؤهلات. مع ذلك، صدرت أوامر سمحت له بالالتحاق بدفعة 64 سي، وبدأ الدراسة في أغسطس 1964 في قاعدة إدواردز الجوية في كاليفورنيا. كان القائد في ذلك الوقت هو تشاك ييغر، وضمّت دفعة ديوك المكونة من اثني عشر عضوًا سبنس إم أرمسترونج وآل ووردن وستيوارت روزا وهانك هارتسفيلد. تصدر بيتر هوغ ترتيب دفعته تلاه ديوك في المرتبة الثانية. بعد تخرجه من إيه آر بّي إس في سبتمبر 1965، بقي ديوك للعمل كمدرب لأنظمة التحكم والطيران على متن طائرة إف 101 فودو وإف 104 ستارفايتر وتي 33 شوتنغ ستار. أثناء تواجده في قاعدة إدواردز، ولد طفله الأول، تشارلز موس ديوك الثالث، في مستشفى القاعدة في مارس 1965. 

## عمله في ناسا
في 10 سبتمبر 1965، أعلنت ناسا أنها ستختار مجموعة خامسة من رواد الفضاء. اكتشف ديوك ذلك في مقال على الصفحة الأولى لصحيفة لوس أنجلوس تايمز، وأدرك أنه يفي بجميع المتطلبات. ذهب لرؤية تشاك ييغر، ونائب القائد، الكولونيل روبرت بوكانان، الذي أبلغه أن هناك فرصتين حاليتين لاختيار رواد الفضاء: إحداهما لناسا، والأخرى لبرنامج المختبر المداري المأهول (إم أوه إل) التابع للقوات الجوية الأمريكية. كان يجب أن تمر ترشيحات وكالة ناسا عبر قنوات القوات الجوية، التي قامت بعملية اختيار أولية. أخبر بوكانان ديوك أنه يستطيع التقدم لكلا البرنامجين، ولكن إذا فعل ذلك، فستختاره إم إوه إل. تقدم ديوك بطلب إلى وكالة ناسا فقط، كما فعل روزا ووردن؛ تقدم هارتسفيلد لكلا البرنامجين، لكن إم إوه إل اختارته في النهاية. 

## وصلات خارجية
- تشارلز دوك على موقع IMDb (الإنجليزية)
- تشارلز دوك على موقع ميوزك برينز (الإنجليزية)
- تشارلز دوك على موقع ميوزك برينز (الإنجليزية)
- تشارلز دوك على موقع إن إن دي بي (الإنجليزية)
- تشارلز دوك على موقع قاعدة بيانات الفيلم (الإنجليزية)

- Bio at Astronautix (en)
- Official NASA biography 12/1994
- Official website of Charlie Duke نسخة محفوظة 2 فبراير 2005 على موقع واي باك مشين.